# Sally Gray
Sally Gray (14 de febrero de 1916 – 24 de septiembre de 2006) fue una actriz cinematográfica inglesa de las décadas de 1930 y 1940.

## Biografía
Su verdadero nombre era Constance Vera Stevens, y era Baronesa Oranmore y Browne con motivo de su matrimonio. Nacida en Londres, Gray estudió en la Escuela de Arte Dramático Fay Compton. Llegó a ser una buena actriz teatral, dedicándose más adelante a la interpretación de diversas comedias ligeras, musicales y filmes de suspense en la década de 1930.
Gray se inició en el cine siendo un adolescente con un pequeño papel en School for Scandal (1930), volviendo en 1935 para rodar casi veinte títulos, culminando sus actuaciones con un sensible papel en el melodrama romántico dirigido por Brian Desmond Hurst Dangerous Moonlight (1941). Tras ello se alejó un tiempo de la gran pantalla alegando una crisis nerviosa, volviendo a la misma en 1946 para intentar conseguir el estrellato.
En este último período rodó una serie de melodrama, entre los que se incluye Green for Danger (1946), Victoriana of Carnival (1946), y The Mark of Cain (1948). Además, rodó dos películas que, en diferentes maneras, capturan algo de la esencia de la Gran Bretaña posbélica: el film de Alberto Cavalcanti They Made Me a Fugitive (1947) y la teatral Silent Dust (1948). También actuó en la película de Edward Dmytryk Obsession (1949), en la que encarnaba a la esposa de Robert Newton. Su última película fue Escape Route (1952). 
RKO Pictures, impresionados con Gray, autorizaron al productor William Sistrom a ofrecer a la actriz un contrato a largo término para trabajar en los Estados Unidos. John Paddy Carstairs, director de la película de Gray The Saint in London, también era de la opinión de que ella podía llegar a ser una estrella. Sin embargo declinó la oferta y, en vez de ello, se retiró en 1952 tras casarse en secreto con Dominick Browne, 4º Barón de Oranmore y Browne, viviendo el matrimonio en el Condado de Mayo, en Irlanda. En los primeros años sesenta volvieron a Inglaterra, asentándose en una propiedad en Eaton Place, en el barrio londinense de Belgravia. No tuvieron hijos.
Sally Gray falleció en 2006 en Londres, Inglaterra.

## Filmografía seleccionada
- School for Scandal (1930)
- The Dictator (1935)
- Cafe Colette (1937)
- Lightning Conductor (1938)
- Over She Goes (1938)
- Sword of Honour (1939)
- Dangerous Moonlight (1941)
- Green for Danger (1946)
- Obsession (1949)
- Escape Route (1952)